# Mama Mirabelle
 (mars 2012).
Mama Mirabelle est une série télévisée d'animation diffusée depuis le 9 septembre 2007 sur CBeebies au Royaume-Uni et diffusé sur Tiji et Gulli en France.

## Synopsis
Mama Mirabelle est une éléphante habitant dans la savane, qui a fait des films au cours de ses multiples voyages autour de la Terre et les diffuse avec ses amis et son fils.

## Personnage
- Mama Mirabelle l'éléphant (Vanessa Williams) âgée de 35 ans, elle porte un beau chapeau en orange et bleu ;
- Max l'éléphant (Phillipa Alexander) âgé de 5 ans, c'est le fils de Mama Mirabelle ;
- Karla le zèbre (Teresa Gallagher) âgé de 9 ans.
- Bo le guépard (Jules de Jongh) âgé de 10 ans.

## Voix françaises
- Maïk Darah : Mama Mirabelle
- Coco Noël : Max
- Pascale Jacquemont : Bo
- Fily Keita : Karla
- Version française
  - Studio de doublage : DUB'CLUB
  - Direction artistique : Mélody Dubos
  - Adaptation : Xavier Varaillon

 Source et légende : version française (VF) sur RS Doublage et crédits du générique de fin.